# صهريج (خلية)

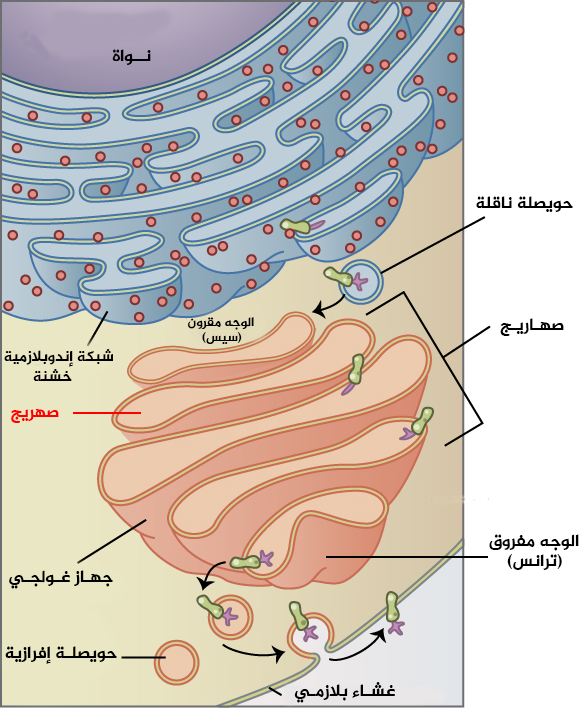
صورة تخطيطية للشبكة الإندوبلازمية وجهاز غولجي، الصهريج مُشـار إليه باللون الأحمر

الصهريج (بالإنجليزية: Cisterna)‏ هي تجويف أو حيّز غشائي مسطح في الشبكة الإندوبلازمية وجهاز غولجي. يمكن أن يحتوي تحزيم غولجي على ما يتراوح بين ثلاث إلى عشرين صهريجا، لكن معظمها يحتوي ستة صهاريج. يمكن تقسيم صهريج غولجي إلى أربع أقسام: مقرون، وسطي، مفروق، وشبكة مفروق غولجي (TGN). كل نوع من الصهاريج يحتوي على إنزيمات مختلفة داخله وذلك لمنع أي نشاط إنزيمي متكرر لا حاجة له. تقريبا جميع الصهاريج في جهاز غولجي تُبدي تحزيما متعددا، مع ذلك، توجد خطوط تطورية فُقدت فيها الخصائص التحزيمية.

## الوظيفة
تقوم الصهاريج بحزم وتعديل البروتينات والسكريات المتعددة. تنتقل شحنات البروتين المخلَّقة عبر الصهاريج وتخضع لإعاد بناء الغليكان وباقي التعديلات الأخرى. تُحزِّم الصهاريجُ البروتيناتَ وترسلها إلى حويصلات ناقلة، كما أنها تحزّم عديدات السكاريد التي تُخلَّق في جهاز غولجي. تدخل المُرَكّبات من الوجه مقرون لجهاز غولجي وتغادره من الوجه مفروق الذي يحدث فيه معظم التحزيم والتجميع.
تتغير وظائف الصهاريج حين تخضع للنضوج. تسقبل الصهاريج غير الناضجة حويصلات بروتين الغطاء المعقد الثانوي من الشبكة الإندوبلازمية. خلال هذه المرحلة يمكن إنتاج صهاريج جديدة، وتبدأ المرحلة التالية حين تتبادل الصهاريج -التي تخلق السكريات- المواد عبر حويصلات COPI، وهنا تحدث عمليتي الغلكزة وتخليق عديدات السكاريد. تصل الصهاريج البالغة إلى المرحلة الأخيرة التي تُرسَل فيها شحنات البروتين إلى الحويصلات الناقلة ثم تتفكك هذه الصهاريج في النهاية.